# اچ‌ام‌اس گراف
اچ‌ام‌اس گراف (به انگلیسی: HMS Graph) یک زیردریایی است که طول آن ۶۷٫۱ متر (۲۲۰ فوت ۲ اینچ) می‌باشد. این زیردریایی در سال ۱۹۴۱ ساخته شد.